# Unité urbaine de Sainte-Sigolène
L'unité urbaine de Sainte-Sigolène est une unité urbaine française située dans le département de la Haute-Loire, en région Auvergne-Rhône-Alpes.

## Données globales
En 2010, selon l'Insee, l'unité urbaine de Sainte-Sigolène était composée de deux communes, toutes les deux situées dans le département de la Haute-Loire, plus précisément dans l'arrondissement d'Yssingeaux.
Dans le zonage de 2020, le périmètre de 2 communes est conservé.
En 2022, avec 8 384 habitants, elle représente la 3e unité urbaine intra-départementale du département de la Haute-Loire.
En 2021, sa densité de population s'élève à 144 hab/km2. Par sa superficie, elle représente 1,16 % du territoire départemental mais, par sa population, elle regroupe 3,66 % de la population du département de la Haute-Loire.

## Composition 2020 de l'unité urbaine
L'unité urbaine 2020 de Sainte-Sigolène est composée des deux communes suivantes :
| Nom                            | Code Insee | Département | Statut       | Superficie (km2) | Population (dernière pop. légale) | Densité (hab./km2) | Modifier                                    |
| ------------------------------ | ---------- | ----------- | ------------ | ---------------- | --------------------------------- | ------------------ | ------------------------------------------- |
| Sainte-Sigolène (ville-centre) | 43224      | Haute-Loire | ville-centre | 30,64            | 6 060 (2022)                      | 198                | modifier les données · modifier les données |
| Saint-Pal-de-Mons              | 43213      | Haute-Loire | banlieue     | 27,11            | 2 324 (2022)                      | 86                 | modifier les données · modifier les données |

## Évolution démographique
L'évolution démographique ci-dessus concerne l'unité urbaine selon le périmètre défini en 2020.
| 1968  | 1975  | 1982  | 1990  | 1999  | 2010  | 2015  | 2021  |
| ----- | ----- | ----- | ----- | ----- | ----- | ----- | ----- |
| 5 471 | 5 873 | 6 475 | 6 778 | 7 180 | 7 982 | 8 231 | 8 314 |

## Pour approfondir

#### Données générales
- Unité urbaine
- Aire d'attraction d'une ville
- Liste des unités urbaines de France

#### Données démographiques en rapport avec l'unité urbaine de Sainte-Sigolène
- Aire d'attraction de Sainte-Sigolène
- Arrondissement d'Yssingeaux

#### Données démographiques en rapport avec la Haute-Loire
- Démographie de la Haute-Loire
- Unités urbaines de la Haute-Loire